# American Quarter Horse
Das American Quarter Horse (auch Quarter Horse) ist mit über 4,6 Millionen registrierten Pferden die zahlenmäßig häufigste Pferderasse der Welt.
Hintergrundinformationen zur Pferdebewertung und -zucht finden sich unter: Exterieur, Interieur und Pferdezucht.

## Exterieur
Erwünscht sind ein kurzer Keilkopf, mit kleinem Maul, gerader Nasenlinie, einer breiten Stirn, sowie kleinen beweglichen Ohren und große Augen.
Mittellanger Hals, leicht im Genick mit ausreichender Ganaschenfreiheit.
Quarter Horses werden im kompakten Rechteckformat gezüchtet, mit guter Sattellage. Der Widerrist soll weit in den kräftigen Rücken reichen, dieser ist kurz bis mittellang, mit kräftiger Lendenpartie. Es ist viel Gurttiefe gewünscht, eine kräftige Brust mit guter Bemuskelung und schräger Schulter; eine stark bemuskelte Hinterhand mit langer, schräger Kruppe und tief angesetztem Schweif.
Das korrekte Fundament soll zum Pferd passen. Es sind kurze Röhrbeine, ausgeprägte Gelenke, harte mittelgroße Hufe, gut bemuskelte Unterarme und Schenkel erwünscht. Das Stockmaß liegt bei 1,45 m bis 1,65 m. Bis auf Schecken sind alle Farben zugelassen.
Es werden zwei verschiedene Typen des Quarter Horses gezüchtet. Der eine Typ, der ursprüngliche „Stock-Typ“, ist kompakt und flexibel. Dieses Pferd wird für Reining- und Cutting-Disziplinen eingesetzt.
Der zweite Typ ist großrahmiger, schmal und lang. Er ähnelt etwas dem Englischen Vollblut und ist geeignet für Western-Pleasure-, Horsemanship- und Hunter-Disziplinen. Pleasure-Pferde sollen bequem zu reiten und trittsicher sein.

## Farben

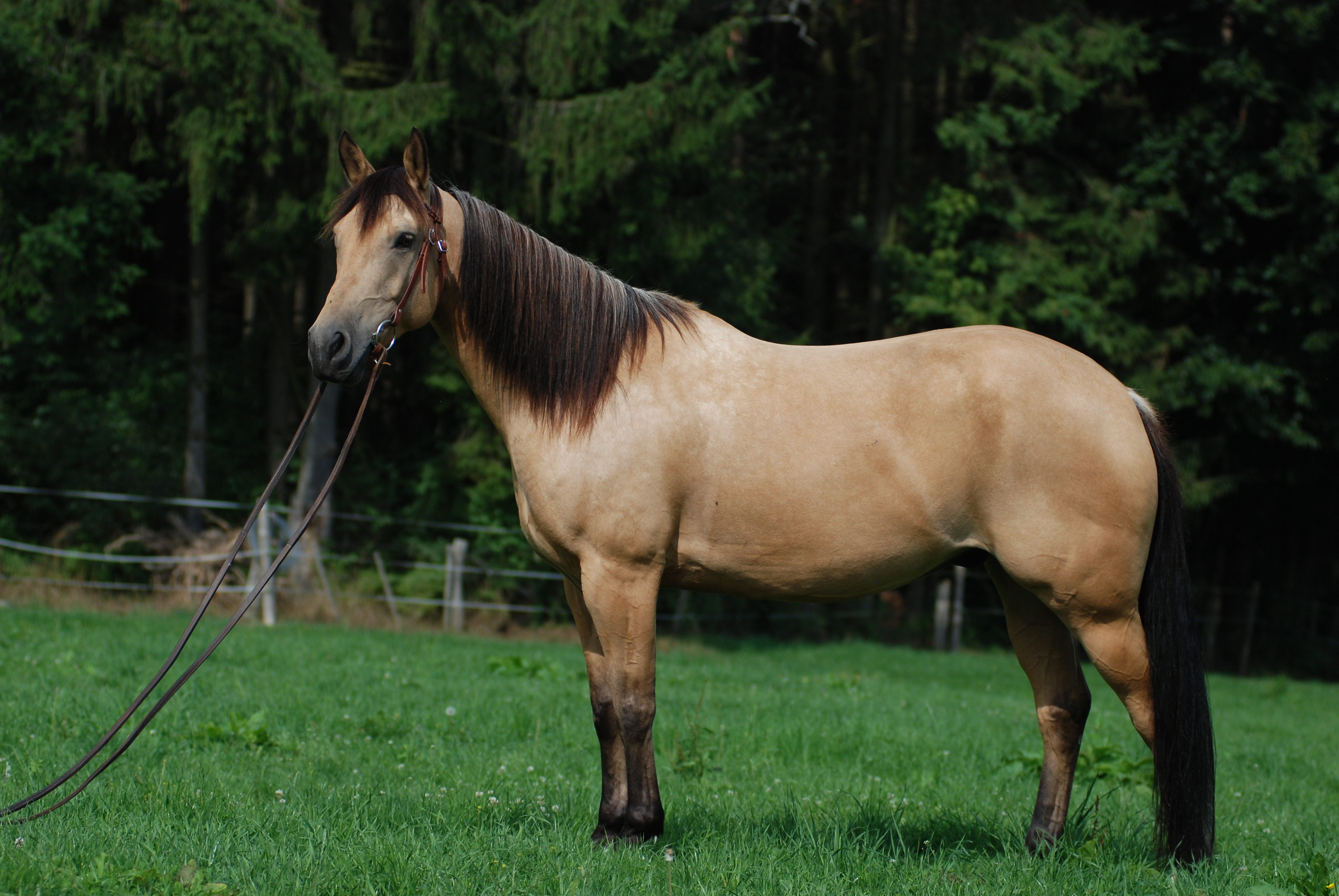
Quarter Horse als Buckskin

Alle Farben kommen vor, seit 2004 können auch Weißisabellen (Cremello) bei der American Quarter Horse Association (AQHA) registriert werden, vorausgesetzt beide Elternteile sind registrierte Quarter Horses, nachgewiesen durch eine Genotypisierung beider Eltern und des Fohlens. Ist ein Elternteil ein Paint Horse, so kann das Fohlen nur bei der American Paint Horse Association als Paint Horse registriert werden. Ausgedehnte Abzeichen gelten jedoch nach wie vor als unerwünscht und nicht charakteristisch für die Rasse. Weiße Abzeichen sind ungern gesehen und sind nur unterhalb des Karpal- bzw. Sprunggelenkes erlaubt. Die vorherrschende Farbe ist Fuchs (30 %). Häufig sind auch die Braune (20 %) und  Schweißfuchs (10 %), sowie seltener Rappen und Schimmel.
Die AQHA erkennt diese verschiedenen Fellfarben an (übersetzt aus: Reference Chart Color & Markings der AQHA):
1. Sorrel (Fuchs): Rötliches oder Kupferrotes Fell. Mähne und Schweif sind normalerweise in derselben Farbe, können aber auch flachsblond sein. Aalstriche sind möglich.
2. Black (Rappe): Schwarzes Fell ohne helle Stellen, sowie schwarze Mähne und Schweif.
3. Bay (Braun): Fellfarbe von braun über rot bis hin zu rötlich-braun. Mähne, Schweif und Unterschenkel sind schwarz. Aalstriche sind möglich.
4. Brown (Dunkelbrauner oder Schwarzbrauner): Braunes oder schwarzes Fell mit hellen Stellen an Maul, Auge, Flanke und an der Innenseite der Oberschenkel. Mähne, Schweif und Hüfte sind schwarz.
5. Blue Roan (Rappe mit Stichelhaaren): Das Fell besteht aus einer mehr oder weniger einheitlichen Mischung von weißen und schwarzen Haaren (Stichelhaar). Wobei Kopf und Unterschenkel dunkel sind. Es können einige rote Haare in der Mischung enthalten sein.
6. Grullo (Mausfalbe): Das Fell ist rauchgrau oder mausfarben (kein Stichelhaar bzw. eine Mischung von weißen und schwarzen Haaren wie beim Blue Roan, sondern jedes einzelne Haar ist grau). Mähne, Schweif und Unterschenkel sind schwarz. Normalerweise mit Aalstrich.
7. Bay Roan (Braun mit Stichelhaar): Das Fell besteht aus einer mehr oder weniger einheitlichen Mischung von weißen und roten Haaren (Stichelhaar) auf dem Großteil des Körpers. Der Kopf ist dunkler, normalerweise rot, kann aber auch einige schwarze Stichelhaare haben. Mähne, Schweif und Unterschenkel sind schwarz.
8. Red Roan (Fuchs mit Stichelhaar): Das Fell besteht aus einer mehr oder weniger einheitlichen Mischung von weißen und roten Haaren (Stichelhaar). Wobei Kopf und Unterschenkel rot sind. Mähne und/oder Schweif sind rot oder flachsfarben.
9. Chestnut (Schweißfuchs): Die Fellfarbe ist dunkelrot oder rotbraun. Mähne und Schweif sind normalerweise ebenfalls dunkelrot oder rotbraun, können aber auch flachsfarben sein. Mähne und Schweif können schwarz sein, aber die Unterschenkel sind rot. Aalstriche sind möglich.
10. Red Dun (Fuchsfalbe): Ein Dun mit gelber Farbe oder Fleischfarben. Mähne und Schweif sind rot, rötlich, flachsfarben, weiß oder gemischt. Der Aalstrich ist rot oder rötlich. Normalerweise mit roten/rötlichen Zebrastreifen an den Beinen oder Querstreifen über dem Widerrist.
11. Dun (Falbe): Gelbliches bis goldenes Fell mit schwarzer oder brauner Mähne und Schweif und Aalstrich. Normalerweise auch mit Zebrastreifen an den Beinen oder Querstreifen über dem Widerrist.
12. Palomino (Isabell): Die Fellfarbe ist gold-gelb. Mähne und Schweif sind weiß. Ohne Aalstrich.
13. Gray (Schimmel): Eine Mischung von weißen und andersfarbigen Haaren. Bei der Geburt haben die Fohlen abgesehen von Abzeichen kein Weiß und werden mit dem Alter immer heller, bis sie völlig weißes Fell haben.
14. Buckskin (Braunisabell): Gelbliches bis goldenes Fell mit schwarzer Mähne, Schweif und Unterschenkel. Ohne Aalstrich.
15. Cremello (Weißisabell): Das Fell ist weiß oder leicht cremefarben. Mähne und Schweif sind ebenfalls weiß. Die Haut ist am ganzen Körper rosa bis blassrosa. Die Augen sind blau.
16. Perlino: Weiße oder leicht cremefarbenes Fell. Mähne und Schweif haben meist einen dunkleren Farbton – blass-kupferrot oder -orange. Die Haut ist am gesamten Körper rosa bis blassrosa. Die Augen sind blau.

Nicht anerkannt sind: White, Leuchtrappen (Smoky Blacks) und Champagne (Amber-, Gold-, Classic-, Sable Champagne), Pearl (Apricot, Black-, Bay Pearl),  Windfarben (Silver) und deren Mischungen (z. B.: Buckskin Roan, Dunalino).

## Interieur
Meist ruhiges und freundliches Wesen, sensibel, aber überaus nervenstark, leicht trainierbar und sehr lernfähig. Einige haben den sogenannten „Cow Sense“ – den Instinkt, ohne weitere Einwirkung dem Rind zu folgen. In der Western Pleasure sind extrem rittige und nervenstarke Pferde gefragt. Weitere Charaktereigenschaften sind Gutmütigkeit, Intelligenz und ein angenehmes Temperament.

## Zuchtgeschichte
Pferde waren auf dem amerikanischen Kontinent ausgestorben, bevor die Konquistadoren sie wieder importierten. Die Spanier und Portugiesen brachten Araber, Berber und andalusische Pferde ins heutige Mexiko. Mit den großen Siedlerströmen im 17. und 18. Jahrhundert trafen auch deren typische Pferderassen ein: Irische Ponys, englische Vollblüter, aber auch Percherons und andere. Aus der Kombination dieser Rassen und den Abkömmlingen der spanischen Pferde entstand das American Quarter Horse, eine in Typ und Charakter unverwechselbare Pferderasse.
Der Name leitet sich von den Quarter Mile Races ab, die gegen Ende des 18. Jahrhunderts in den Städten der Südstaaten populär waren. Dabei handelte es sich um Rennen, bei denen einfach die Hauptstraße über eine etwa 440 yards (ca. 400 m) lange Strecke abgesperrt wurde und zwei Pferde gegeneinander antraten (Match Race).  Ursprünglich stammen sie aus Virginia und Carolina und wurden anfangs für Rennen über eine Viertelmeile sowie die alltäglichen Arbeiten auf der Farm eingesetzt. Das ist auch ein Grund, weshalb sie bis heute noch sehr genügsam und leichtfuttrig sind.
Bei der Eroberung des Westens spielte das American Quarter Horse eine wesentliche Rolle. Nur die härtesten und leistungsfähigsten Tiere bestanden im täglichen Kampf ums Überleben. Sie waren unerlässliche Partner der Cowboys beim Ranching, zogen aber auch den Pflug des Farmers oder am Sonntag die Kutsche zur Kirche, um anschließend ausgespannt zu werden und ein Rennen zu laufen.
Diese Vielseitigkeit und Zuverlässigkeit wurde zu einem wesentlichen Merkmal, das die Rasse bis heute beibehalten hat.
Das klassische, muskulöse, aber schnelle und wendige Quarter Horse wird heute als „stock type“ bezeichnet. Seine spätere Spezialisierung hat zu mehr oder weniger deutlich davon abweichenden Typen geführt. Sie werden nach den entsprechenden Turnierdisziplinen des Westernreitens benannt. Der „Halter“-Typ ist gewissermaßen der Bodybuilder unter den Quarter-Horses, die ohnehin ausgeprägte Bemuskelung wird hier extrem. „Pleasure“-Pferde sind leichter, tendieren vom Typ her gelegentlich einen Tick in Richtung Araber (Kopf). Rein auf Leistung und weniger auf Aussehen gezüchtet sind die Pferde für die Rinderarbeit, deren „Cow Sense“ es ihnen ermöglicht, nahezu selbständig mit Rindern zu arbeiten, und „Reining“-Pferde, die relativ klein und leicht und daher extrem wendig sind. Eine spezielle Linie stellen die Renn-Quarter dar: noch heute sind die Rennen über Kurzstrecken die höchstdotierten in den USA. Hier wurde sehr stark Vollblut eingekreuzt, die einzige Einkreuzung, die auch heute noch erlaubt ist. Tiere aus solchen Kreuzungen werden in ein sogenanntes Appendix-Register des Zuchtbuchs eingetragen und können sich durch Turnier- oder Rennerfolge vollständige AQHA-Papiere verdienen.

## Import und Zucht in Europa
Am 25. Mai 1964 kehrte der Schweizer Jean-Claude Dysli mit zwei Quarter Horses, die er per Schiff aus Kalifornien mitbrachte, in die Schweiz zurück und begründete mit den Tieren eine Quarter-Horse-Zucht. Dysli brachte das Westernreiten und die Zucht des Quarter Horses nach Europa.

## Steuerbetrug
In Deutschland wurden zwischen 1977 und 1981 mindestens 465 Quarter Horses aus den USA unter Vorlage unterfakturierter Rechnungen eingeführt und dabei Millionen Steuergelder hinterzogen.